# 마쓰마에 긴히로

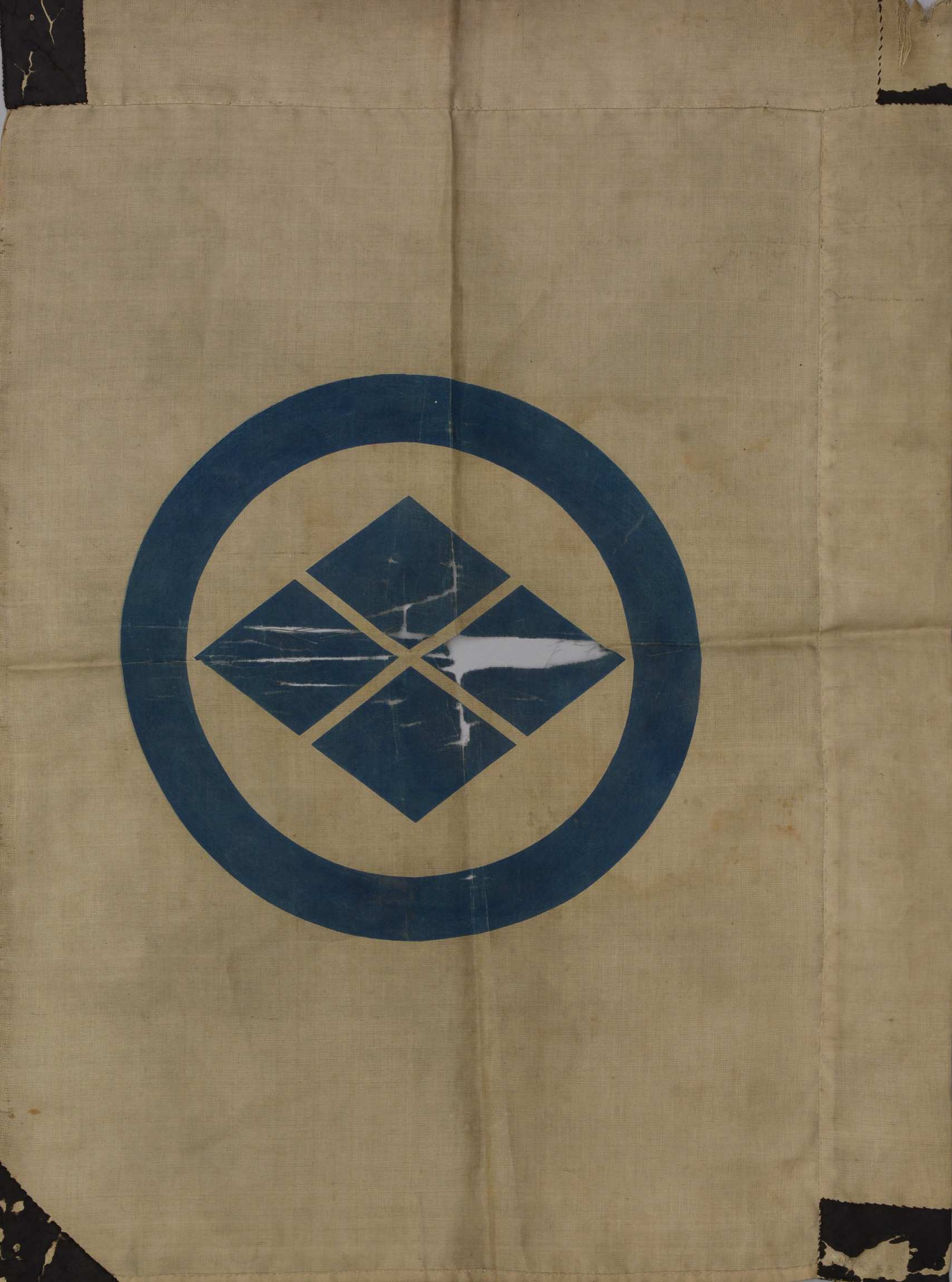

마쓰마에 긴히로(일본어: 松前公廣, 1598년 ~ 1641년 8월 14일)는 마쓰마에번의 2대 번주이다.
마쓰마에 모리히로(松前盛廣)의 장남으로 마쓰마에의 도쿠야마 성에서 태어났다. 아버지가 일찍 사망하여 그가 세자의 자리에 올랐다. 1614년, 종5위하 시마노카미(志摩守)의 관위를 받았다. 1616년, 할아버지 요시히로(慶廣)가 사망하자 이듬해 그 뒤를 이어 제2대 번주가 되었다. 1620년, 마쓰마에성의 조카마치(城下町)를 정비하고 정치, 경제의 안정을 꾀했으나, 1637년 화재로 마쓰마에 성이 불타고 자신도 화상을 입는 등 좌절을 겪었다. 1639년, 막부의 크리스트교도 단속 명령에 따라 106명을 처형했다. 1641년에 44세의 나이로 사망했다. 맏아들 가네히로(兼廣)가 일찍 죽어, 둘째 아들 우지히로(氏廣)가 그 뒤를 이었다.
| 전임 마쓰마에 요시히로 | 제2대 마쓰마에번 번주 1617년 ~ 1641년 | 후임 마쓰마에 우지히로 |

## 같이 보기
- 이치리즈카